# 10405 Йосіакі
10405 Йосіакі (10405 Yoshiaki) — астероїд головного поясу, відкритий 19 листопада 1997 року.
Тіссеранів параметр щодо Юпітера — 3,495.
Названо на честь Йосіакі (яп. よしあき(義明)).